# Unidos do Riacho Fundo I
Grêmio Recreativo Cultural Carnavalesco Unidos do Riacho Fundo é uma escola de samba brasileira, sediada em Riacho Fundo, no Distrito Federal.

## Carnavais
| Ano  | Colocação   | Grupo     | Enredo                                                 | Ref.        |
| ---- | ----------- | --------- | ------------------------------------------------------ | ----------- |
| 2007 |             | Acesso    | Da fumaça ao celular, o Riacho Fundo quer se comunicar | [ 3 ]       |
| 2008 | Campeã      | Acesso II | Centenário Brasil Japão Arigatô                        | [ 4 ] [ 5 ] |
| 2013 | Vice-campeã | Acesso    | Chico Mendes, o guardião da floresta                   | [ 6 ] [ 7 ] |
| 2014 |             | Acesso    | Do coelho da cartola à magia das ilusões               | [ 1 ]       |